# Edward B. Pond
Pour les articles homonymes, voir Kalloch.
Edward B. Pond (né le 7 septembre 1833, mort le 22 avril 1910 à San Francisco) est un homme politique américain démocrate. Il a été maire de San Francisco entre 1887 et 1891.

## Biographie
Il était arrivé en Californie au milieu des années 1850, et il est élu maire en 1887. Par la suite il a tenté sans succès une campagne de gouverneur de Californie.